# Alfredo Bufano

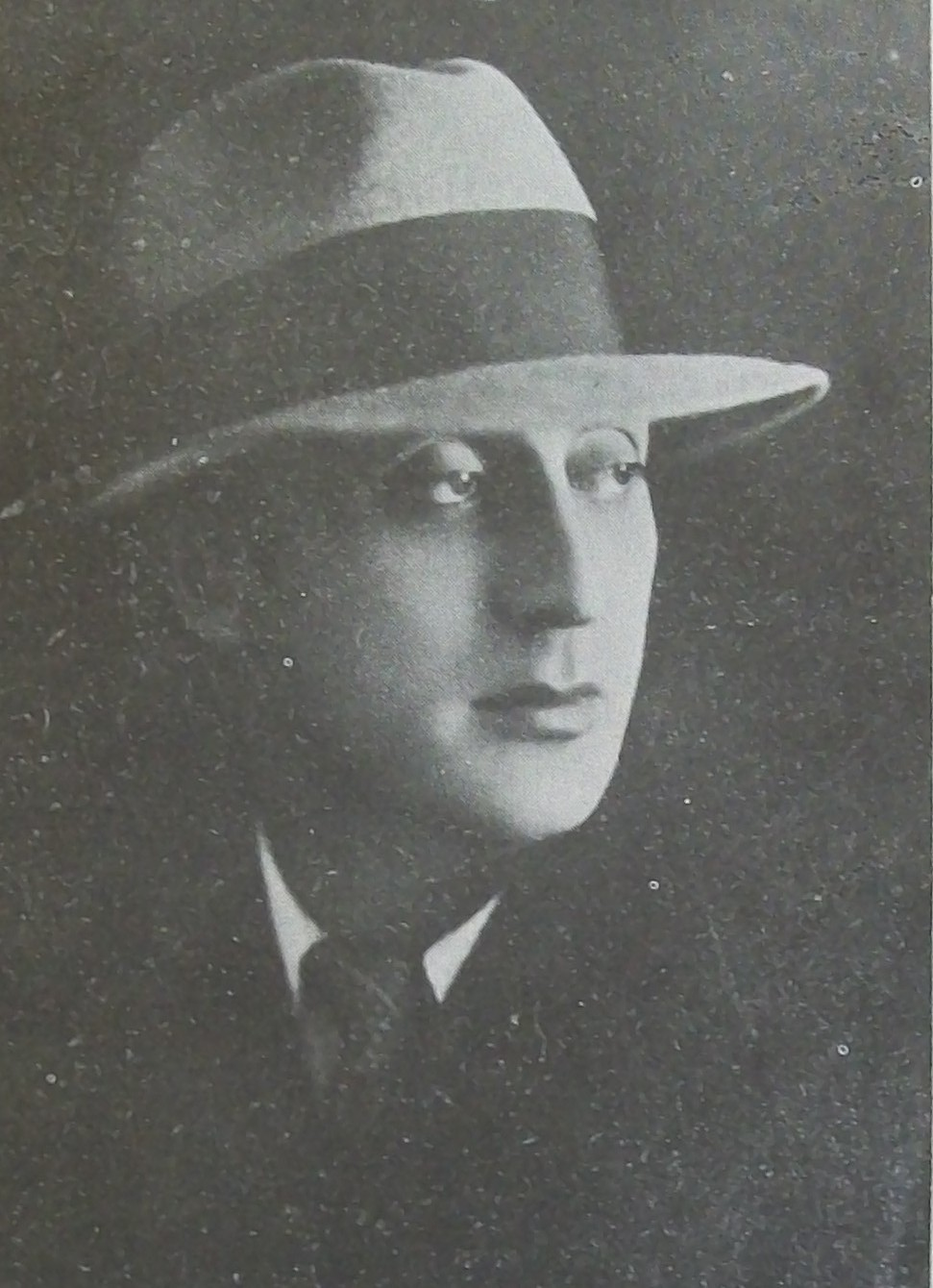
Alfredo Bufano

Alfredo Bufano, eigentl. Alfredo Rodolfo Bufano, (* 21. August 1895 in Guaymallén, Provinz Mendoza (Argentinien) oder in Apulien (Italien); † 31. Oktober 1950 in San Rafael) war ein argentinischer Schriftsteller.
Bufano stammte aus sehr einfachen Verhältnissen, seine Eltern waren Einwanderer aus Italien. Seinem eher unregelmäßigen Schulbesuch begegnete Bufano mit großem Lerneifer. Er bildete sich autodidaktisch weiter, sodass er an der pädagogischen Hochschule von San Rafael eine Prüfung ablegen konnte. Im Anschluss daran bekam er dort auch eine Anstellung als Lehrer für Literatur und Geographie.
1934 wurde Bufano von der Academia Argentina de Letras als Mitglied aufgenommen. Nach eigenen Angaben hat ihn dort aber nie jemand gesehen. Bis 1947 wirkte Bufano als Mitarbeiter der Zeitschrift „La Prensa“ und legte dann alle Aufgaben und Ämter nieder. In diesem Jahr unternahm er eine ausgedehnte Studienreise nach und durch Spanien und Nordafrika.
Mit 55 Jahren starb Alfredo Bufano am 31. Oktober 1950 in San Rafael und fand dort auch seine letzte Ruhestätte.

## Ehrungen
- 1932 - Prémio Nacional für sein Werk „Romancero“

## Rezeption
Mit seinen frühen Werken gilt Bufano noch als typischer Vertreter des Modernismo und er orientierte sich u. a. an Rubén Darío und Leopoldo Lugones. Erst mit seiner Lyrik-Anthologie „Poemas de provincia“ von 1922 fand er zu einem eigenen Stil; von der subjektiven Beschreibung von Gefühl hin zur objektiven Beschreibung von Natur. In seinen letzten Veröffentlichungen fließen dann auch eher politische Gedanken mit ein.

## Werke (Auswahl)
- Canciones de mi casa. 1919.
- Elegía a un soldado muerto por la libertad. 1950.
- Poemas de provincia. 1922.
- El reino alucinante. 1929.
- Romancero. 1932.
- El viajero indeciso. 1917.